# Implicarea Armatei a 14-a în Conflictul din Transnistria

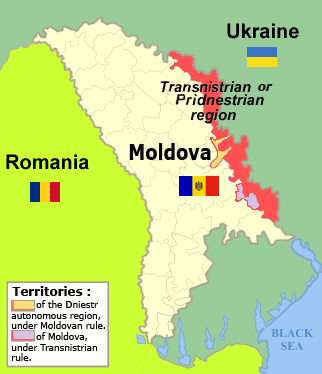
Regiunea transnistreană a Republicii Moldova, de facto „Republica Moldovenească Nistreană”.

Implicarea Armatei a 14-a de gardă sovietică/rusă în războiul din Transnistria a dus la apariția așa-zisei „Republici Moldovenești Nistreene” (RMN) și la independența de facto a acesteia față de Republica Moldova. Regiunea separatistă are parlament propriu, imn și steag propriu, armată proprie, monedă proprie, etc... prezentând toate caracteristicile unui stat independent.

## Armata a 14-a în perioda sovietică
Armata a 14-a de gardă sovietică a fost creată ca unitate a Armatei Sovietice în circa 1956 din Corpul al 10-lea pușcași de Gardă „Budapesta”, anterior parte a Districtului Militar Odesa (Одесский военный округ) având cartierul general la Chișinău.
În anii 1980 cartierul general a fost mutat la Tiraspol, în interiorul Republicii Sovietice Socialiste Moldovenească. Până în 1991, Armata a 14-a  era formată din patru divizii motorizate de pușcași și alte unități mai mici. Numai Divizia motorizată a 59-a de pușcași și alte unități mai mici, inclusiv Regimentul al 1.162-lea de rachete antiaeriene au rămas pe malul stâng al Nistrului în regiunea transnistreană. Alte formațiuni, inclusiv diviziile a 28-a, a 86-a de gardă, a 180-a motorizată de pușcași, se găseau peste graniță în Ucraina și au devenit parte a Forțelor Terestre Ucrainene. Potrivit unor surse din cadrul Armatei, transnistrenii constituiau marea majoritate a soldaților, inclusiv 51% din ofițeri și 79% din recruți.

## Războiul din Transnistria
În timp ce politica oficială a Federației Ruse puțin înainte și după izbucnirea conflictului armat din 1992 era una de neutralitate, mulți soldați și ofițeri din Armata a 14-a au simpatizat cauza RMN și au participat activ în lupte ca parte a forțelor armate ale Gărzilor Republicane. În plus, o cantitate considerabilă de echipament militar a fost luată fără rezistență și dată forțelor armate ale RMN.
Comandantul armatei, generalul G. I. Iakovlev, și-a manifestat suportul deschis pentru nou creata RMN. A participat la înființarea RMN, a fost membru în Sovietul Suprem și a acceptat poziția de Ministru al Apărării a RMN pe 3 decembrie 1991, fiind eliberat, ca urmare, din serviciul și gradul său militar in Forțele Armate ale Rusiei de către Comandantul Suprem al Forțelor Armate ale CSI, Evgheni Șapoșnikov. Succesorul lui Yakovlev, generalul Iuri Netkacev a luat o poziție neutră în conflict. Încercările sale de mediere între Chișinău și Tiraspol nu au avut însă succesul scontat.
Pe data de 23 martie 1992, Șapoșnikov a semnat un decret care autoriza transferul către Republica Moldova a echipamentului militar al unităților Armatei a 14-a staționate pe malul drept al Nistrului. Acest echipament militar a constituit majoritatea materialului utilizat de armata moldovenească în conflictul ce a urmat. Un alt decret, emis pe 1 aprilie de Boris Elțin, transfera personalul Armatei a 14-a și tot echipamentul militar din malul stâng al Nistrului, inclusiv depozitul de armament de la Cobasna, sub jurisdicția Federației Ruse.
Până în iunie 1992, situația a escaladat la o bătălie militară deschisă. În contextul unei Armate a 14-a în curs de dezintegrare și a luptelor intense din regiunea și pe străzile orașului Tighina generate de ofensiva coordonată a forțelor moldovenești, General Maiorul Aleksandr Lebed este trimis la cartierul general al Armatei a 14-a cu ordinul de a opri conflictul prin orice mijloace necesare, de a inspecta armata și a de preveni furtul de armament din depozitele sale, cât și de a asigura evacuarea nestingherită a armamentului și personalului armatei de pe teritoriul Republicii Moldova prin Ucraina. După o scurtă evaluare a situației, el și-a asumat comandata armatei, l-a eliberat pe Netkacev și a dat ordin trupelor să devină participanți direcți ai conflictului. Pe 3 iulie, la ora 03:00 un foc de artilerie din partea formațiunilor Armatei a 14-a staționate pe malul stâng al Nistrului a cauzat daune forțelor moldovenești concentrate în pădurea Hîrbovăț, lângă Tighina, punând efectiv capăt fazei militare a conflictului. Cel puțin o sursă din Republica Moldova relatează că 112 soldați moldoveni au fost uciși de salva de artilerie.

## Urmări
După încetarea conflictului, o unitate militară rusească adițională a fost dislocată în regiune ca parte a Comisiei Unificate de Control. Armata a 14-a de gardă a fost reformată în aprilie 1995 în „Grupul Operațional al Forțelor Rusești din Republica Moldova” care a intrat sub comanda Districtului Militar Moscova și a fost acuzată de paza depozitului de arme de la Cobasna. Forța dată avea în jur de 1.200 de militari, și în conformitate cu Kommersant-Vlast, în 2005, a constat din brigada a 8-a de Gardă Motorizată, regimentul 1.162 de rachete antiaeriene, regimentul al 15-lea de semnalizare, și alte unități de asistență.

## Situația actuală
Grupul operațional era comandat în septembrie 2006 de generalul-maior Boris Sergheiev din Rusia și număra 1.199 soldați. El deservește Comisia Unificată de Control.
Pe 18 noiembrie 2008, adunarea parlamentară a OTAN a adoptat o rezoluție prin care chema Rusia să-și respecte angajamentele asumate la summit-ul OSCE din 1999 de la Istanbul și să-și retragă trupele militare prezente în regiunea transnistreană în viitorul apropiat.
În iunie 2019, grupul operațional a fost la comanda colonelului rus Dâmitry Zelenkov, format din 1.500 de ostași. Slujește alături de Comisia Unificată de Control. 

## Vezi și
- Armata a 14-a Rusă
- Cronologia conflictului din Transnistria